# Friedrich Curschmann

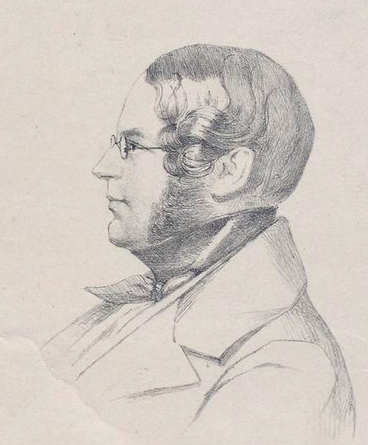
Carl Friedrich Curschmann (1805–1841) von Adolf Jebens (1819–1888)

Carl Friedrich Curschmann (* 21. Juni 1805 in Berlin; † 24. August 1841 in Langfuhr, heute Teil von Danzig/Polen) war ein deutscher Komponist und Sänger.

## Leben
Friedrich Curschmann war ein Sohn des Weinhändlers Friedrich Curschmann (1772–1807) und dessen Ehefrau Henriette Emilie Sulzer. Obwohl Curschmann bereits als Gymnasiast sein Talent als Sänger entdeckte, begann er zunächst 1824 ein Jurastudium in Berlin und Göttingen, entschied sich dann aber doch für ein Leben als Musiker. Hierzu ging er nach Kassel und erhielt, durch Louis Spohr vermittelt, bei dessen ehemaligem Schüler Moritz Hauptmann Theorieunterricht. Bekannt wurde Curschmann anfänglich durch Kirchenkompositionen, Erfolg hatte er aber auch mit der 1828 im Kurfürstlichen Hoftheater aufgeführten Operette Abdul und Erinnieh oder die Toten.
Nach vier Jahren in Kassel kehrte Curschmann nach Berlin zurück, wo er dank der Vermögensverhältnisse seiner Familie nicht auf einen Brotberuf angewiesen war. Mit nur wenigen Unterbrechungen lebte er, seit 1837 mit Rosa Eleonore Behrend (1818–1842), Tochter eines Danziger Kommerzienrats und selbst Sängerin, verheiratet in Berlin und engagierte sich stark im Berliner Musikleben. So war er seit 1836 Mitglied der Singakademie. Mit dessen damaligem Leiter Eduard Grell war er befreundet.
Curschmann starb unerwartet und früh an einer Blinddarmentzündung.
In erster Linie komponierte Curschmann Lieder, die zu seiner Zeit in Berlin, aber auch darüber hinaus, vor allem in Norddeutschland, beliebt waren. Darunter sind Vertonungen von Gedichten von Johann Wolfgang von Goethe, Friedrich Schiller, Heinrich Heine und Friedrich Rückert. Obwohl sie von der zeitgenössischen Fachkritik durchaus wohlwollend behandelt wurden, halten sie heute dem historischen Vergleich mit den Liedern von Franz Schubert zum Beispiel nicht mehr stand. Daneben schrieb Curschmann auch geistliche Vokalmusik.